# Катеринска гръцка евангелска църква
Катеринската гръцка евангелска църква (на гръцки: Ελληνική Ευαγγελική Εκκλησία Κατερίνης) е протестантска църква в южния македонски град Катерини, Гърция.
Евангелската община в Катерини се появява със заселването в града на гърци бежанци от Мала Азия и Понт след Малоазийската катастрофа в 1923 година. След преселването в Гърция у евангелистките лидери се ражда идеята всички гърци евангелисти бежанци да се съберат в определен регион на Македония и да се създаде чисто евангелистко селище. За тази цел е избран петчленен комитет, който получава разрешение от Министерството на здравеопазването, благосъстоянието и вероизповеданията и подкрепа от генералния губернатор на Македония в Солун.
За създаването на евангелско селище е избран Катерини, който преди пристигането на бежанците е малък град с 5000 души и предимно селскостопанска икономика. С подкрепата на кмета на Катерини Константинос Куркумбетис, евангелисти, установили се в различни части на Гърция, се стичат към Катерини. По брой бежанците са най-мното от Котиора, Фаца, Семен, Бей Алан, Магнизия, Никомидия, Смирна, Инои.
Евангелистките семейства се заселват в северозападната Черкезка махала (Τσερκέζ Μαχαλάς), която получава ново име Евангелика (тоест Евангелисти). В центъра на квартала са дадени на евангелистката църква два големи парцела, за изграждане на църква, училище и други обществени цели. Църквата е построена в 1925 година с пари на бежанците. Официално е открита в неделя, 9 май 1926 година от представители на местните власти и Македонското генерал-губернаторство.
През март 1930 г. храмът е изгорен от православни гърци, като извършителите така и не са открити. Реконструкцията на църквата започва в началото на 1931 година, след решение на министъра на образованието и религиозните въпроси. Голямата депресия и последвалите три войни за Гърция забавят възстановяването на църковната сграда, която е напълно готова в 1950 година. През 50-те години в непосредствена близост до сградата на училището е построено сиропиталище, за сираците от войните, което функционира до началото на 80-те години. Училището също престава да работи.
Броят на жителите евангелисти в Катерини първоначално е 120 семейства, а в 1927 година – 220 семейства. През 50-те години на евангелстите в Катерини са 400-500 семейства, а православните няколко десетки семейства. През 1950-те и 1960-те се наблюдава интензивна емиграция към САЩ, Западна Германия, Австралия и евангелистката общност се свива значително. В началото на XXI век протестантите в Катерини са около 1100 души, докато мнозинството са православни.